# Леминстер (Масачусетс)
Леминстер (енгл. Leominster) град је у америчкој савезној држави Масачусетс. По попису становништва из 2010. у њему је живело 40.759 становника.

## Демографија
Према попису становништва из 2010. у граду је живело 40.759 становника, што је 544 (1,3%) становника мање него 2000. године.
| Група             | 2000.          | 2010.          |
| Белци             | 33.673 (81,5%) | 30.745 (75,4%) |
| Афроамериканци    | 1.529 (3,7%)   | 2.060 (5,1%)   |
| Азијати           | 1.006 (2,4%)   | 1.124 (2,8%)   |
| Хиспаноамериканци | 4.544 (11,0%)  | 5.900 (14,5%)  |
| Укупно            | 41.303         | 40.759         |